# محكمة الله أباد العليا
محكمة الله أباد العليا (بالإنجليزية: Allahabad High Court)، والمعروفة رسميًا باسم محكمة القضاء العليا في الله أباد: هي محكمة عليا يقع مقرها في مدينة برياغ راج (بالأردية: پریاگ راج، بالإنجليزية: Prayagraj، بالفارسية: پرَیاگْراج، بالفرنسية: Prayagraj)، المعروفة باسم مدينة الله آباد (بالأردية: الٰہ آباد، بالإنجليزية: Allahabad، بالفارسية: الله‌آباد، بالفرنسية: Allahabad)، والتي لها سلطة قضائية على ولاية أتر برديش الهندية. تأسست في 17 مارس 1866، مما يجعلها واحدة من أقدم المحاكم العليا؛ التي أنشئت في الهند.